# Igreja paroquial

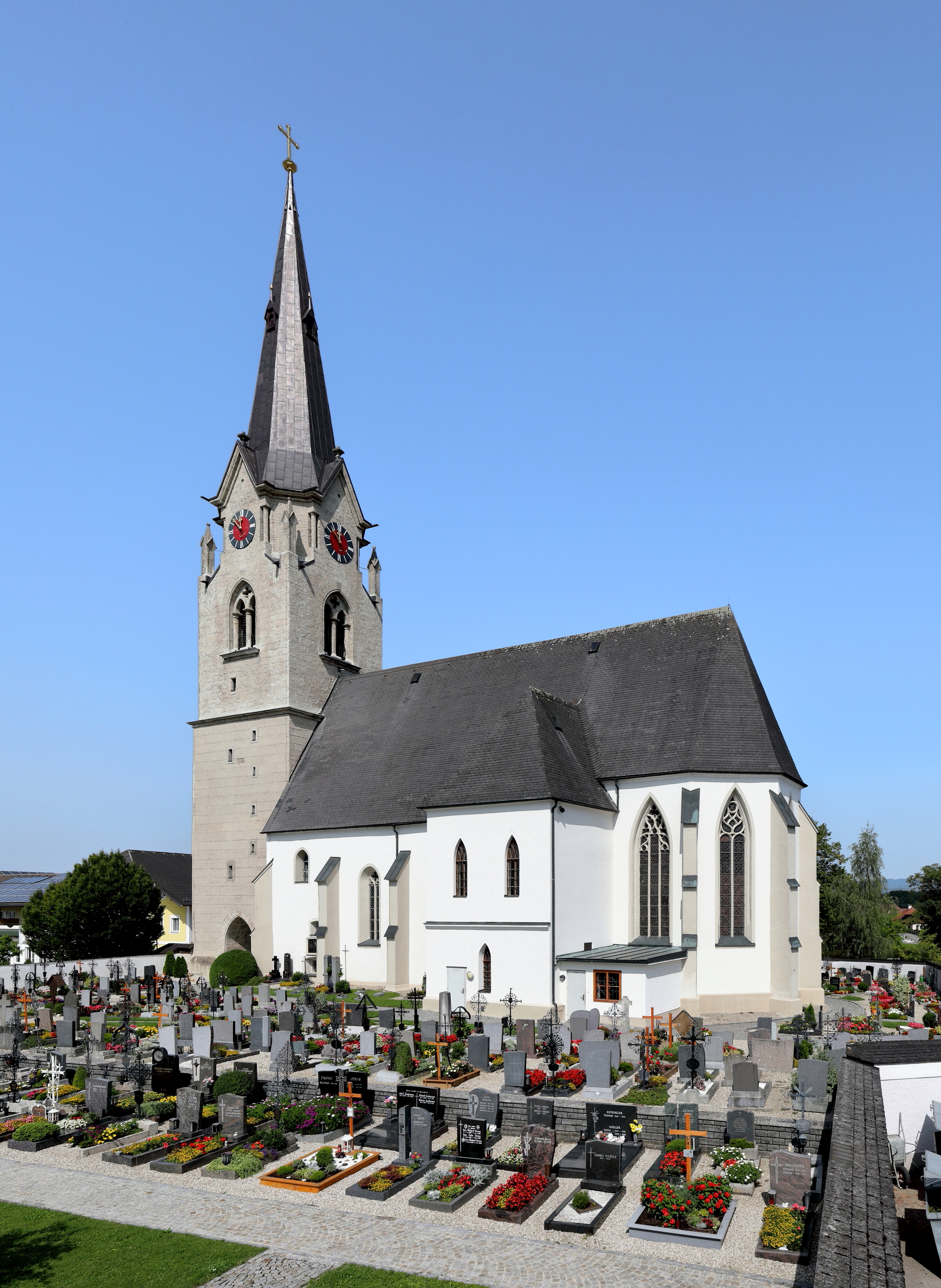
A igreja paroquial católica de Gampern, Alta Áustria

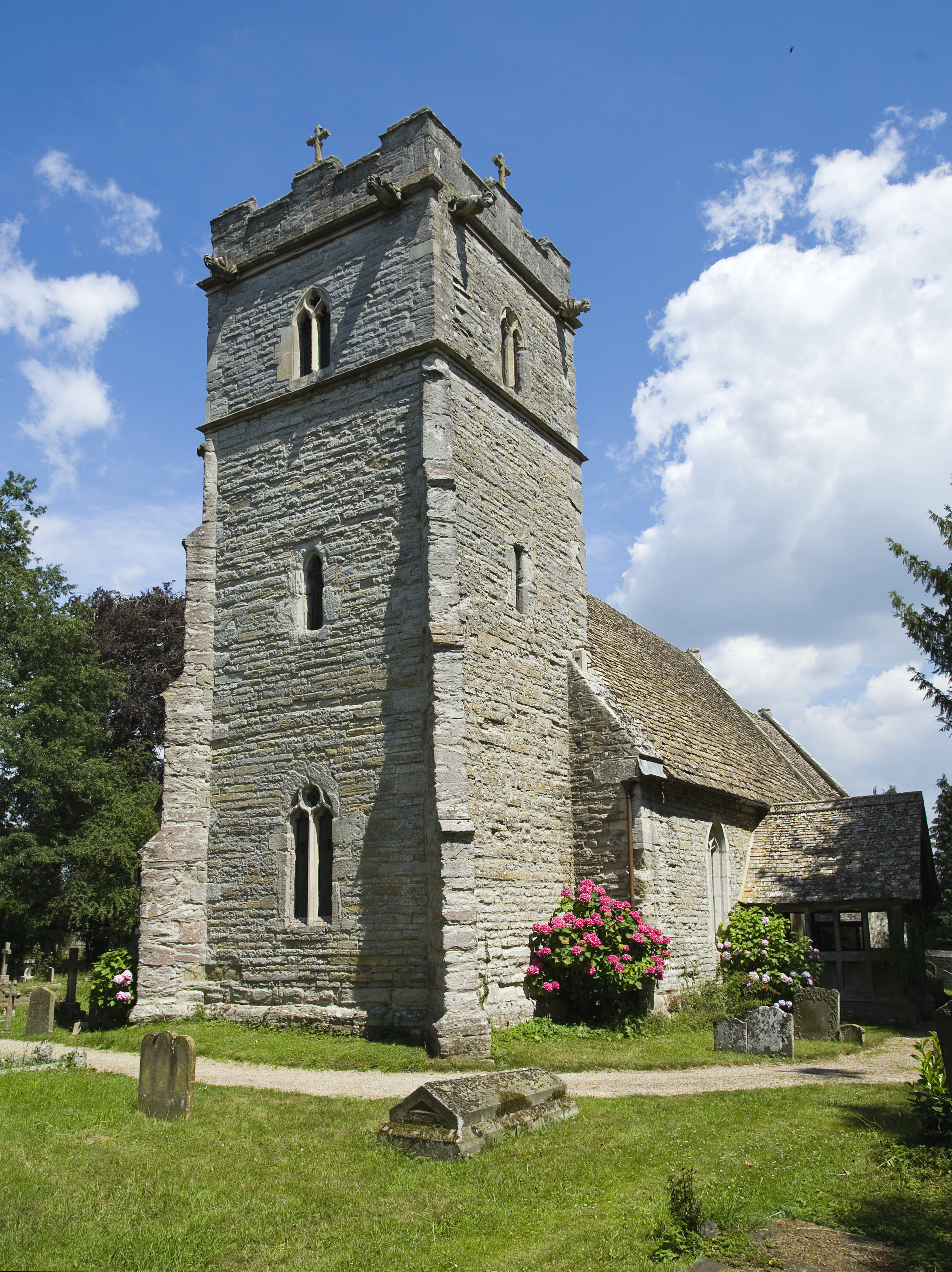
Uma igreja paroquial em Gloucestershire, Inglaterra

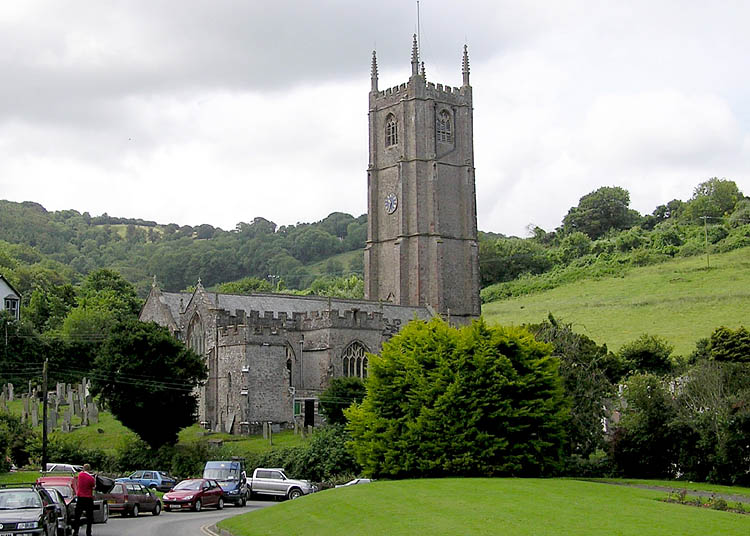
A igreja paroquial de Combe Martin em North Devon, Inglaterra

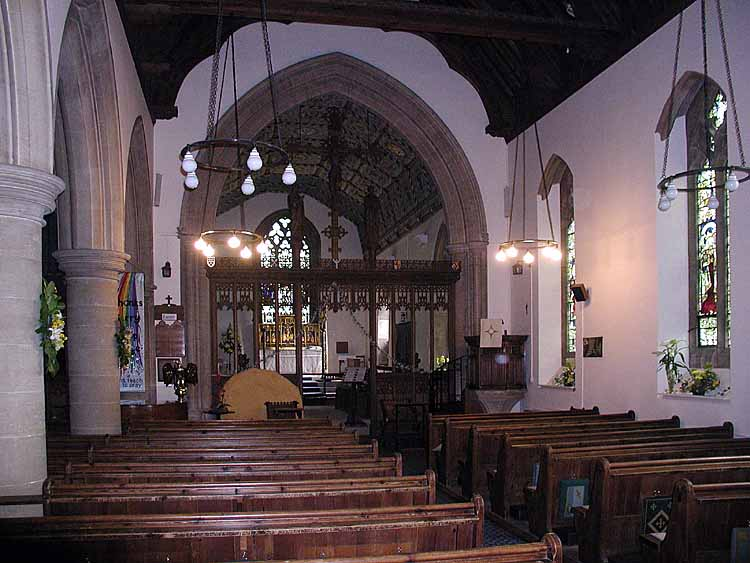
Dentro da igreja paroquial de São Lourenço, em Bourton-on-the-Water, Inglaterra

Uma igreja paroquial no Cristianismo é a igreja que atua como o centro religioso de uma paróquia. Em muitas partes do mundo, especialmente nas áreas rurais, a igreja paroquial pode desempenhar um papel significativo nas atividades da comunidade, geralmente permitindo que suas instalações sejam usadas para eventos comunitários não religiosos. O edifício da igreja reflete esse status e há uma variedade considerável no tamanho e estilo das igrejas paroquiais. Muitas aldeias da Europa têm igrejas que datam da Idade Média, mas todos os períodos da arquitetura estão representados.

## Etimologia
O termo paróquia vem do grego παροικία, que significa "estrangeiro" ou "migrante".

## Função
Na Inglaterra, a igreja paroquial é a unidade administrativa básica das igrejas episcopais. Quase todas as partes da Inglaterra são designadas como paróquia, e a maioria das paróquias possui uma igreja paroquial anglicana, que é consagrada. Se não houver igreja paroquial, o bispo licenciará outro edifício para adoração e poderá designá-lo como um centro de adoração paroquial. Este edifício não é consagrado, mas é dedicado, e para a maioria dos propósitos legais, é considerada uma igreja paroquial. Em áreas de crescente secularização ou mudanças na crença religiosa, os centros de culto estão se tornando mais comuns e as igrejas maiores são vendidas devido aos seus custos de manutenção. Em vez disso, a igreja pode usar centros comunitários ou as instalações de uma igreja local de outra denominação.
Enquanto aldeias menores podem ter uma única igreja paroquial, cidades maiores podem ter uma igreja paroquial e outras igrejas menores em vários distritos. Essas igrejas não têm o status legal ou religioso de 'igreja paroquial' e podem ser descritas por vários termos, como capela da facilidade ou igreja missionária. Frequentemente, a igreja paroquial será a única a ter um ministro em tempo integral, que também servirá a igrejas menores dentro da paróquia.
Nas cidades sem catedral anglicana, a igreja paroquial pode ter funções administrativas semelhantes às de uma catedral. No entanto, a diocese ainda terá uma catedral.

## Por denominação
Na Igreja Católica, como sede de culto para a paróquia, essa igreja é aquela em que os membros da paróquia devem fazer batismos e casamentos, a menos que a permissão seja dada pelo padre da paróquia ('pastor') dos EUA para celebrar esses sacramentos em outro lugar. Um sinal disso é que a igreja paroquial é a única a ter uma fonte batismal.
A Igreja da Escócia, a igreja presbiteriana estabelecida, também usa um sistema de igrejas paroquiais, cobrindo toda a Escócia.
Em Massachusetts, cidades eleitas igrejas paroquiais com financiamento público de 1780 a 1834, sob a Constituição de Massachusetts.

## Ressurgimento protestante
No final do século XX, um novo ressurgimento do interesse pelas igrejas "paroquiais" surgiu nos Estados Unidos. Isso deu origem a esforços como o Movimento Lento da Igreja e o Coletivo Paroquial, que se concentram fortemente no envolvimento localizado no trabalho, no lar e na vida da igreja.